# دون (کانزاس)
دون (به انگلیسی: Devon) یک منطقهٔ مسکونی در ایالات متحده آمریکا است که در کانزاس واقع شده‌است.